# Actinote thespias
Actinote thespias är en fjärilsart som beskrevs av Gustav Weymer 1890. Actinote thespias ingår i släktet Actinote och familjen praktfjärilar. Inga underarter finns listade i Catalogue of Life.